# Gốc tự do

Gốc hydroxyl, biểu thị bằng cấu trúc Lewis, có một electron độc thân.

Ion hydroxide so với gốc hydroxyl.

Một gốc tự do (tiếng Anh: radical hoặc free radical) là một nguyên tử, phân tử hoặc ion có ít nhất một electron hóa trị độc thân. Trong hầu hết các trường hợp, những electron độc thân này sẽ tạo ra các gốc có tính phản ứng hóa học cao. Nhiều gốc tự do dimer hóa một cách tự phát. Hầu hết các gốc tự do hữu cơ có thời gian tồn tại ngắn.
Một ví dụ đáng chú ý về gốc tự do là gốc hydroxyl (HO·), một phân tử có một electron độc thân trên một nguyên tử oxy. Hai ví dụ khác là triplet oxygen và triplet carbene (꞉CH
2) có hai electron độc thân.

## Sự xuất hiện của các gốc tự do

### Trong sinh học
Các gốc tự do đóng vai trò quan trọng trong sinh học; nhiều chất trong số này là cần thiết cho sự sống. Một số gốc tự do tham gia vào quá trình truyền tín hiệu tế bào, được gọi là quá trình truyền tín hiệu redox (redox signaling).
Tuy nhiên, gốc tự do cũng có thể gây ra những tác hại nhất định. Gốc tự do được cho là có liên quan đến bệnh Parkinson, bệnh điếc do tuổi già và do thuốc, tâm thần phân liệt và bệnh Alzheimer.